# Greten Neter-Kähler
Greten Neter-Kähler, voluit Gretchen Marie Dorothea Christa Kähler, ook bekend onder de naam Greta Kaeler (Sleeswijk, 10 december 1906 – Amsterdam, 10 mei 1986) was een door het Bauhaus geschoolde textielkunstenaar. Volgens het TextielMuseum in Tilburg wordt ze nog steeds beschouwd als een van de "Bauhausvrouwen" in de textielvormgeving.

## Persoonlijk
Kähler kwam uit een groot gezin. Ze raakte in haar studietijd bevriend met Hermann Fischer, die binnenhuisarchitectuur studeerde. Van 1931 tot 1934 waren zij getrouwd. In 1939 hertrouwde ze met architect Simon David (Bob) Neter (overleden in Auschwitz in 1942), met wie ze al enige jaren bevriend was.

## Opleiding en carrière als textielkunstenaar
Na haar lyceumopleiding was ze van 1924 tot 1925 in de leer bij een handweverij in München. Niet alleen maakte ze daar kennis met weven, maar ook met het plantaardig verven van garens. Van 1926 tot 1927 studeerde ze aan de Kunstgewerbeschule in Flensburg. Ondertussen had haar neef, Peter Kaeler, die aan de Bauhaus-Universiteit in Weimar studeerde, haar talent ontdekt, en haar enthousiast gemaakt om daar ook te gaan studeren. Ze werd in 1929 aangenomen en koos, gezien haar interesse, voor de werkplaats 'weven', die onder leiding stond van Gunta Stölzl. Toen Stölzl in 1931 afscheid nam, volgde Lilly Reich haar op. In het examenjaar ontwierp ze gordijnstoffen voor de Firma Rasch in Bramsche.
Op 21 april 1932 kreeg ze haar Bauhausdiploma. Ondanks dat ze goed te spreken was over de opleiding die ze genoot in Dessau, werd de situatie vanaf 1932 in Duitsland steeds meer gespannen. Met Fischer en haar studiegenote Kitty van der Mijll Dekker trok ze naar Nunspeet, waar ze een weefatelier openden, genaamd De Wipstrik.
Na haar scheiding in 1934, vertrok ze met haar kind naar Amsterdam. Daar werkte ze in een weverij aan de Prinsengracht, samen met borduurster Joanna Wichmann. Ze maakte daar liturgisch textiel van zijde en linnen, onder meer voor altaargordijnen van de Rozenkranskerk te Amsterdam. In de periode 1936 tot 1937 leidde ze de weverij van atelier De Kerkuil van Jo van Regteren Altena in Haarlem. Zij maakte onder andere linnen tafelkleden met streeppatronen, waarvan de kleuren voor die tijd fel en helder werden geacht. In 1939 exposeerde ze op een tentoonstelling in de toonkamer 'Toegepaste Kunst' in Amsterdam. In datzelfde jaar trouwde ze met Bob Neter, waarna ze vanuit Amstelveen haar eigen atelier ging leiden.
In september 1945, na de Bevrijding, werd ze aangenomen op het lvKNO (Instituut voor Kunstnijverheidsonderwijs in Amsterdam), waar ze tot januari 1975 lesgaf op de textielafdeling. Ze schreef zelf over de ideeën omtrent het Bauhaus in 1950:
"Natuurlijk, iemand die een behoorlijke lap handweefstof prefereert boven de machine prullaria, heeft een geweldige stap in de goede richting gedaan. Ik bedoel alleen maar, dat alleen de machine stoffen kan voortbrengen, die mooi zijn en binnen het bereik van de massa liggen."
In 1947 begon binnenhuisarchitect Coen de Vries samen met wijnhandelaar J. Jonker en textiel ontwerper Greten Neter-Kähler een winkel “De Sleutel” geheten die tot 1959  aan de Plantage Middenlaan 42 te Amsterdam heeft bestaan. De Sleutel groeide uit van een winkel in kunstnijverheidsproducten tot een winkel annex bureau voor binnenhuisarchitectuur waarbij Greten Neter-Kähler voornamelijk de gordijnen adviseerde of ontwierp.
Het werk van Kähler ontstond vaak zonder gedetailleerde ontwerpen. Wel maakte zij soms grove schetsen op papier. Voor haar kwam de kleur op de eerste plaats, zij werkte zeer intuïtief. De laatste jaren van haar leven, na haar pensionering aan het lvKNO, maakte ze nog enkele vloerkleden voor zichzelf en haar familie.
Kähler was lid van de Nederlandsche Vereeniging voor Ambachts- en Nijverheidskunst (V.A.N.K.) en was na de oorlog bestuurslid van haar opvolger, de Gebonden Kunsten federatie (GKf).
Ze overleed in mei 1986. Ze werd begraven op Zorgvlied.
- Biografisch Portaal: 92855991
- Gemeinsame Normdatei: 1199149721
- RKD-Nederlands Instituut voor Kunstgeschiedenis: 43244
- Virtual International Authority File: 9007157342856710100005